# Joni Lehto
Joni Lehto, född 15 juli 1970 i Åbo, är en finländsk före detta professionell ishockeyspelare (back).